# My Foundation
My Foundation è un album discografico dell'armonicista e cantante blues statunitense James Cotton, pubblicato dall'etichetta discografica Jackal Records nel 1980.

## Tracce

### LP
Lato A
1. Take Me Back Baby – 2:55 (Walter Jacobs)
2. Hungry Country – 5:55 (Otis Spann)
3. Dunn Got Over It – 2:43 (E. Jones)
4. Dust My Broom – 4:19 (Elmore James)

Lato B
1. Take Out Some Insurance – 4:18 (Al Smith, Jimi Reed)
2. Killing Floor – 3:07 (Chester Bernett)
3. Don't You Know I Love You – 4:12 (Al Smith, Jimi Reed)
4. Clouds of My Heart – 4:05 (Muddy Waters)
5. My Babe – 2:52 (Little Walter)

## Musicisti
- James Cotton - voce solista, armonica
- Sammy Lawhorn - chitarra
- John Primer - chitarra
- Pinetop Perkins - pianoforte
- Bob Anderson - basso
- Sammy Lay - batteria

Note aggiuntive
- Gordon Kennerly - produttore esecutivo
- Registrato il 12 agosto 1980 al Acme Studio di Chicago, Illinois (Stati Uniti)
- Mike Rasseld - ingegnere delle registrazioni
- Mixaggio effettuato al Prune Productions Studio nel settembre 1980, Milt Valley, California (Stati Uniti)
- Nick Gravenites - supervisione mixaggio finale
- Robin Woodland e Jerry Marquez - ingegneri del mixaggio
- Designers Ink - cover art
- Peter Goddard - note retrocopertina album originale[1]